# Джам'янг Лодро
Джам'янг Лодро (англ. Jamyang Lodro, народ. в 1985 році) — бутанський актор.
Джам'янг Лодро виріс в бутанській сім'ї у вигнанні і здобув освіту в школі буддійського монастиря Чоклінга.
Першу свою роль він зіграв у фільмі «Кубок», знятому в 1999 році режисером Кх'єнце Норбу. В 2006 році він зіграв молодого Міларепу в фільмі Нетена Чоклінга «Міларепа».